# الک آلستون
الک آلستون (انگلیسی: Alec Alston؛ ۲۶ فوریه ۱۹۳۷ – ۲۳ فوریهٔ ۲۰۰۹) بازیکن فوتبال اهل بریتانیا بود.
از باشگاه‌هایی که در آن بازی کرده‌است می‌توان به باشگاه فوتبال پرستون نورث اند، باشگاه فوتبال کندال تاون، باشگاه فوتبال بری، باشگاه فوتبال بارو، و باشگاه فوتبال فلیتوود اشاره کرد.